# Xã Mapleton, Quận Blue Earth, Minnesota
Xã Mapleton (tiếng Anh: Mapleton Township) là một xã thuộc quận Blue Earth, tiểu bang Minnesota, Hoa Kỳ. Năm 2010, dân số của xã này là 310 người.